# Список війн XIX століття
|  | Службовий список статей, створений для координації робіт з розвитку теми. Це попередження не встановлюється на інформаційні списки і глосарії. |

## 1801—1810
- Гаїтянська революція (1791—1804)
- Апельсинова війна (1801)
- Перша берберська війна (1801—1805)
- Друга англо-маратхська війна (1802—1805)
- Російсько-перська війна (1804—1813)
- Перше сербське повстання (1804—1813)
- Війна третьої коаліції (1805)
- Війна четвертої коаліції (1806—1807)
- Російсько-турецька війна (1806—1812)
- Англо-турецька війна (1807—1809)
- Французьке вторгнення в Португалію (1807)
- Англо-данська війна (1807—1814)
- Російсько-англійська війна (1807—1812)
- Російсько-шведська війна (1808—1809)
- Піренейська війна (1808—1814)
- Дансько-шведська війна (1808–1809)
- Війна п'ятої коаліції (1809)
- Австро-польська війна (1809)
- Війна за незалежність Болівії (1809—1825)
- Війна за незалежність Еквадору (1809—1822)
- Англо-шведська війна (1810—1812)
- Колумбійська війна за незалежність (1810—1825)
- Мексиканська війна за незалежність (1810—1821)
- Війна за незалежність Аргентини (1810—1816)
- Війна Текумсе (1810—1813)

## 1811—1820
- Османсько-саудівська війна (1811—1818)
- Повстання на германському узбережжі (1811)
- Венесуельська війна за незалежність (1811—1823)
- Парагвайська війна за незалежність (1811)
- Португальсько-бразильське вторгнення в Східну смугу (1811)
- Кахетинське повстання (1812—1813)
- Французько-російська війна (1812)
- Англо-американська війна (1812—1815)
- Крикська війна (1813—1814)
- Друга берберійська війна (1815)
- Війна шостої коаліції (1812—1814)
- Шведсько-норвезька війна (1814)
- Англо-непальська війна (1814—1816)
- Громадянська війна в Аргентині (1814—1876)
- Сто днів (1815)
- Алжирська війна (1815)
- Друге сербське повстання (1815—1817)
- Повернення Нової Гранади під владу Іспанії (1815—1816)
- Португальсько-бразильське вторгнення в Східну смугу (1816—1820)
- Бомбардування Алжиру (1816)
- Кавказька війна (1817—1864)
- Третя англо-маратхська війна (1817—1818)
- Перша семінольська війна (1817—1818)
- Чилійська війна за незалежність (1817—1818)
- Єгипетське вторгнення в Судан (1820—1838)
- Іспанська революція (1820—1823)
- Техасько-індіанські війни (1820—1875)

## 1821—1830
- Грецька революція (1821—1830)
- Османсько-перська війна (1821—1823)
- Війна за незалежність Бразилії (1822—1824)
- Перша англо-бірманська війна (1823—1826)
- Війна арікара (1823)
- Ліберальні війни (1823—1834)
- Франко-іспанська війна (1823)
- Перша англо-ашантійська війна (1823–1831)
- Яванська війна (1825—1830)
- Аргентино-бразильська війна (1825—1828)
- Антипіратська війна в Егейському морі (1825—1828)
- Венесуельська революція (1826)
- Чорна війна (1828—1832)
- Російсько-перська війна (1826—1828)
- Війна віннебаго (1827)
- Болівійсько-перуанська війна (1827—1829)
- Російсько-турецька війна (1828—1829)
- Колумбійсько-перуанська війна (1828—1829) (1828—1829)
- Війна Двох братів (1828—1834)
- Мексикансько-іспанська війна (1829)
- Громадянська війна в Чилі (1829—1830)
- Липнева революція (1830)
- Бельгійська революція (1830)
- Французьке завоювання Алжиру (1830)
- Листопадове повстання (1830—1831)

## 1831—1840
- Османсько-єгипетська війна (1831—1833) (1831—1833)
- Перша суматранська експедиція (1832)
- Війна Чорного Яструба (1832)
- Сіамсько-кампучійська війна (1831—1834)
- Перша карлістська війна (1833—1839)
- Війна Фаррапус (1835—1845)
- Техаська революція (1835—1836)
- Друга семінольська війна (1835—1842)
- Крикська війна (1836)
- Афгансько-перська війна (1836—1838)
- Афгансько-сикхська війна (1836)
- Повстання Патріотів (1837—1838)
- Мормонська війна в Міссурі (1838)
- Англо-буро-зулуська війна (1838—1840)
- Тістечкова війна (1838—1839)
- Друга суматранська експедиція (1838)
- Перша англо-афганська війна (1839—1842)
- Османсько-єгипетська війна (1839—1841)
- Громадянська війна в Уругваї (1839—1851)
- Аргентинсько-уругвайська війна (1839—1842)
- Російська експедиція в Хиву (1839—1840)
- Громадянська війна в Колумбії (1840)
- Перша опіумна війна (1840—1842)

## 1841—1850
- Перуансько-болівійська війна (1841)
- Сіамсько-в'єтнамська війна (1841—1845)
- Китайсько-сикхська війна (1841—1842)
- Французька експедиція в Кот-д'Івуар (1842)
- Громадянська війна в Перу (1842—1845)
- Експедиція до Берега слонової кістки (1842)
- Франко-таїтянська війна (1844—1847)
- Мормонська війна (1844—1846)
- Домініканська війна за незалежність (1844)
- Перша англо-сикхська війна (1845—1846)
- Новозеландські земельні війни (1845—1872)
- Американо-мексиканська війна (1846—1848)
- Друга карлістська війна (1846—1848)
- Юкатанська війна рас (1847—1901)
- Війна з кайюсами (1847—1855)
- Перша італійська війна за незалежність (1848—1849)
- Революція в Австрійській імперії (1848—1849)
- Друга англо-сикхська війна (1848—1849)
- Перша шлезвізька війна (1848-1850)
- Війна з хікарилья (1849-1855)
- Тайпінське повстання (1850—1864)
- Громадянська війна в Афганістані (1850—1855)
- Війна з юмо (1850—1853)

## 1851—1860
- Війни з апачами (1851—1900)
- Друга англо-бірманська війна (1852—1853)
- Чорногорсько-турецька війна (1852—1853)
- Кримська війна (1853—1856)
- Громадянська війна в Колумбії (1854)
- Франко-сенегальська війна (1854—1857)
- Австрійське завоювання Валахії і Молдавії (1854)
- Війни сіу (1854—1891)
- Перша фіджійська експедиція (1855)
- Гватемальсько-гондураська війна (1855)
- Війна Якама (1855—1858)
- Війни у Рог-Рівері (1855—1856)
- Війна у П'юджет-Саунд (1855—1856)
- Третя семінольська війна (1855—1858)
- Англо-перська війна (1856—1857)
- Друга опіумна війна (1856—1860)
- Повстання сипаїв (1857—1858)
- Тайпінське повстання (1850—1864)
- Війна в Юті (1857—1858)
- Перша франко-в'єтнамська війна (1858—1862)
- Війни з навахо (1858—1866)
- Війна з мохаве (1858—1859)
- Австро-італо-французька війна (1859)
- Друга фіджійська експедиція (1859)
- Марокканська війна (1859—1860)
- Еквадорсько-перуанська війна (1859—1860)
- Федеральна війна (1859—1863)
- Громадянська війна в Колумбії (1860—1862)
- Війна з паютами (1860)

## 1861—1870
- Громадянська війна в США (1861—1865)
- Франко-мексиканська війна (1861—1867)
- Турецько-чорногорська війна (1861—1862)
- Війна з явапаї (1861—1875)
- Дунганське повстання (1862—1877)
- Війна Дакота (1862)
- Польське повстання (1863)
- Друга англо-ашантійська війна ((1863–1864))
- Сацумсько-британська війна (1863)
- Еквадорсько-колумбійська війна (1863)
- Сімоносекська війна (1863—1864)
- Уругвайська війна (1864—1865)
- Війна в Колорадо (1864—1865)
- Війна Потрійного Альянсу (1864—1870)
- Друга шлезвізька війна (1864)
- Англо-бутанська війна (1864—1865)
- Іспано-південноамериканська війна (1864—1866)
- Війна зі снейками (1864—1867)
- Повстання в Бухаресті (1865)
- Експедиція на Паудер-Ривер (1865)
- Чилійсько-іспанська війна (1865—1866)
- Австро-прусська війна (1866)
- Війна Червоної Хмари (1866—1867)
- Війна з команчі (1867)
- Формозька експедиція (1867)
- Англо-ефіопська війна (1867—1868)
- Війна Босін (1868—1869)
- Десятилітня війна (1868—1878)
- Французько-прусська війна (1870—1871)

## 1871—1880
- Завоювання пустелі (1871—1884)
- Американська експедиція в Корею (1871)
- Модокська війна (1872—1873)
- Третя карлістська війна (1872—1876)
- Третя англо-ашантійська війна (1873—1874)
- Тайванський похід (1874)
- Війна на Ред-Рівер (1874—1875)
- Ефіопсько-єгипетська війна (1875—1879)
- Боснійсько-турецька війна (1875—1877)
- Громадянська війна в Колумбії (1876—1877)
- Чорногорсько-турецька війна (1876—1878)
- Сербсько-турецька війна (1876—1877) (1876—1877)
- Війна за Чорні Пагорби (1876—1877)
- Війна мисливців Буффало (1876—1877)
- Війна не-персе (1877)
- Російсько-турецька війна (1877—1878)
- Англо-російський конфлікт 1877—1878
- Баннокська війна (1878)
- Друга англо-афганська війна (1878—1880)
- Англо-зулуська війна (1878—1879)
- Шеєнська війна (1878—1879)
- Друга Тихоокеанська війна (1879—1884)
- Війна Вікторіо (1879—1881)
- Війна на Вайт-Рівер (1879)
- Перша англо-бурська війна (1880—1881)

## 1881—1890
- Франко-туніська війна (1881)
- Повстання Махді (1881—1899)
- Англо-єгипетська війна (1882)
- Громадянська війна в Кореї (1882—1900)
- Друга франко-в'єтнамська війна (1883—1884)
- Сербська революція (1883)
- Громадянська війна в Перу (1884—1885)
- Франко-китайська війна (1884—1885)
- Громадянська війна в Колумбії (1884—1885)
- Військова тривога 1887
- Завоювання бельгійцями Конго (1885—1908)
- Третя англо-бірманська війна (1885—1887)
- Сербсько-болгарська війна (1885—1886)
- Перша громадянська війна в Самоа (1886—1894)
- Війна з кроу (1887)
- Перша франко-дагомейська війна (1889—1890)
- Англо-португальський конфлікт (1889—1890)
- Війна танцю привидів (1890—1891)

## 1891—1900
- Громадянська війна в Чилі (1891)
- Війна Гарзи (1891—1893)
- Бельгійсько-арабська війна (1892—1894)
- Франко-сіамська війна (1893)
- Друга франко-дагомейська війна (1892)
- Японсько-цінська війна (1894-1895)
- Громадянська війна в Колумбії (1895)
- Війна за незалежність Куби (1895—1898)
- Перша італо-ефіопська війна (1895—1896)
- Англо-французький західноафриканський конфлікт (1895)
- Англо-занзібарська війна (1896)
- Війни які (1896—1918)
- Четверта англо-ашантійська війна (1895–1896)
- Війна Канудус (1896—1897)
- Філіппінська революція (1896—1898)
- Перша греко-турецька війна (1897)
- Іспансько-американська війна (1898)
- Центральноафриканська експедиція (1898)
- Друга громадянська війна в Самоа (1898—1899)
- Друга англо-бурська війна (1899-1902)
- Боксерське повстання (1899—1901)
- Філіппінсько-американська війна (1899—1913)
- Національно-визвольне повстання в Сомалі (1899—1920)
- Тисячоденна війна (1899—1902)
- Захоплення Чаду Францією (1899—1901)
- Громадянська війна у Венесуелі (1899—1902)
- Війна Золотого Трону (П'ята англо-ашантійська війна) (1900)